# Na’ama
Na’ama (hebr. נעמ"ה) – moszaw położony w samorządzie regionu Bika’at ha-Jarden, w Dystrykcie Judei i Samarii, w Izraelu.
Leży w Dolinie Jordanu, na północ od miasta Jerycho.

## Historia
Moszaw został założony w 1982 przez żydowskich osadników.

## Gospodarka
Gospodarka moszawu opiera się na uprawach w szklarniach.